# Boulevard Monja Joana (Toliara)
Boulevard Monja Joana, daw. Boulevard Gallieni – główna ulica Toliary na Madagaskarze.

## Historia
Do 1999 roku ulica nosiła nazwę Boulevard Gallieni na cześć Josepha Simone'a Gallieni, francuskiego generała. W 1999 nazwę ulicy zmieniono na obecną, nadaną na cześć Monja Joana, malgaskiego polityka, twórcy partii Madagasikara otronin'ny Malagasy (dosł. Madagaskar dla Malgaszy), który osiadł w Toliarze w 1955, a żył w latach 1910-1994. W 1999 postawiono przy ulicy pomnik w formie popiersia upamiętniający tę postać.

## Położenie
Ulica ta zaczyna się przy porcie w Toliarze, u zbiegu z drogą krajową N6, a kończy przy skrzyżowaniu z wylotową drogą N7, prowadzącą do Antananarywy, stolicy kraju. Przy ulicy znajdują się liczne hotele, kino, poczta, szkoła oraz technikum.